# Horst Schumann

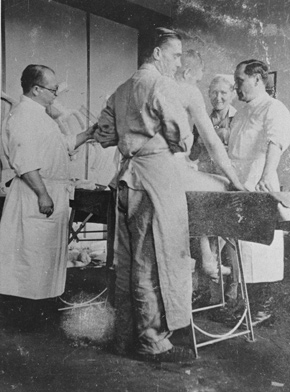
Horst Schumann (von hinten aufgenommen) und Carl Clauberg (links) während einer Operation im KZ Auschwitz (1942)

Horst Schumann (* 1. Mai 1906 in Halle an der Saale; † 5. Mai 1983 in Frankfurt am Main) war als Arzt an der Aktion T4 und Aktion 14f13 sowie im KZ Auschwitz bei Menschenversuchen zur Sterilisierung durch Röntgenstrahlen beteiligt.

## Kindheit und Jugend
Horst Schumann wurde als drittes Kind des in Halle a.d.S. tätigen praktischen Arztes Paul Schumann geboren. Die Ehe seiner Eltern wurde geschieden, als er fünf Jahre alt war. Da auch eine zweite Ehe seines Vaters, bei dem er geblieben war, scheiterte, wurde er praktisch von seiner größeren Schwester großgezogen. Ab 1917 lebte er in einer Privatpension in Halle und besuchte hier das Humanistische Gymnasium.
Bereits mit 14 Jahren wurde Schumann als freiwilliger Meldegänger von Regierungstruppen bei Auseinandersetzungen zwischen Arbeiterwehren und Reichswehreinheiten eingesetzt, die sich nach dem Kapp-Putsch vom März 1920 abspielten. 
Etwa 1922 trat er dem „Kampfbund Oberland“ bei und war auch für einige Monate als Mitglied bei der „Deutschvölkische Freiheitspartei“ registriert. 1925 legte er das Abitur ab und begann in Leipzig ein Medizinstudium.

## Beruflicher und politischer Werdegang
Während seiner Studentenzeit trat Schumann am 1. Februar 1930 in die NSDAP ein (Mitgliedsnummer 190.002), wie sein Vater, der ihr schon vor 1930 angehörte. Außerdem wurde Schumann Mitglied des Corps Budissa, bei dem sein Vater bereits Alter Herr war. Nach dem Physikum studierte er in Innsbruck weiter und schloss sein Studium schließlich im Juni 1931 in Halle ab.
Im Jahr 1932 trat er in die SA ein. Im gleichen Jahr erhielt er seine Approbation und war ab Juli 1933 als Assistenzarzt in der Chirurgischen Abteilung der Universitätsklinik Halle beschäftigt. Seine 1933 vorgelegte, 20 Seiten umfassende Dissertation, behandelte die „Frage der Jodresorption und der therapeutischen Wirkung sog. Jodbäder“.
Im November 1933 heiratete Schumann Frieda Meye, mit der er zwei Söhne hatte und zehn Jahre verbunden blieb. Im folgenden Jahr trat er eine Beamtenstelle am städtischen Gesundheitsamt an, wo er einige Jahre später zum Amtsarzt berufen wurde. Auf dieser Basis begann der Jungarzt, seine Karriere systematisch auszubauen. Er wurde SA-Standartenarzt, stellvertretender Gauobmann des NS-Ärztebundes, Vorsitzender des Gaudisziplinargerichts, Gauamtsleiter des Amtes für Volksgesundheit der NSDAP und Gutachter des Erbgesundheitsgerichtes Halle. Hier wirkte er an Zwangssterilisierungen aufgrund des „Gesetzes zur Verhütung erbkranken Nachwuchses“ vom 14. Juli 1933 mit und wurde so zum ersten Mal mit der nationalsozialistischen Doktrin von der „Ausmerzung erbkranken Nachwuchses“ konfrontiert.

## Aktion T4
Bereits vor seiner Einberufung zur Luftwaffe mit Beginn des Zweiten Weltkrieges hatte Schumann an militärischen Lehrgängen und Reserveübungen in den Jahren 1937 und 1938 teilgenommen. Nachdem er zwei Monate Musterungen durchgeführt hatte, wurde er dem Hauptamtsleiter Viktor Brack in der Kanzlei des Führers (KdF) zugewiesen, die mit der Durchführung der Aktion T4 beauftragt war. Im Gegensatz zu seinem ehemaligen Klassenkollegen Werner Kirchert entschied sich Schumann nach der eingeräumten einwöchigen Bedenkzeit, die ihm von Brack erläuterte Aufgabe bei der Durchführung der sogenannten „Euthanasie“ anzunehmen. 
Schumanns erster Auftrag war der Aufbau der ersten in Württemberg gelegenen Tötungsanstalt Grafeneck für Geisteskranke und Behinderte. Am 18. Januar 1940 traf der erste Transport von 25 Männern aus der Heil- und Pflegeanstalt Eglfing-Haar bei München in Grafeneck ein, wo sie in der Gaskammer ermordet wurden. Bis zur Versetzung Schumanns in die Tötungsanstalt Pirna-Sonnenstein Ende Mai oder Anfang Juni 1940 wurden in Grafeneck unter seiner Leitung 1.239 Patienten durch Kohlenmonoxidgas umgebracht. Vor ihrer Tötung wurden die Patienten von den Anstaltsärzten Schumann, Günther Hennecke und – ab April – Ernst Baumhard überprüft; zum Teil erhielten sie Beruhigungsspritzen. Die wenige Sekunden bis zu einer Minute dauernde Untersuchung diente dazu, „die sachliche und personelle Richtigkeit der vorgestellten Kranken zu überprüfen“. Zudem wurden auffallende Kennzeichen notiert, die später zur Fälschung der Todesursache genutzt wurden. Die Anstaltsärzte bedienten das Manometer, das das Kohlenmonoxidgas in die Gaskammer einströmen ließ. Wenn in der Gaskammer keine Bewegung mehr festgestellt wurde, wurde nach rund 20 Minuten die Gaszufuhr eingestellt. Einer Veröffentlichung der Landeszentrale für politische Bildung Baden-Württemberg zufolge stumpften die Ärzte ab und kommentierten die Vergasungen mit Bemerkungen wie „Jetzt purzeln sie schon“.
Vor seinem Antritt als neuer Leiter der Tötungsanstalt Sonnenstein absolvierte Schumann einen mehrwöchigen psychiatrischen Weiterbildungskursus bei Professor Werner Heyde, dem ärztlichen Leiter der Aktion T4, an der Universitätsklinik Würzburg.
Unter der Leitung Schumanns wurden von Juni 1940 bis August 1941 in der Gaskammer der Tötungsanstalt Sonnenstein 13.720 Patienten und über 1.000 KZ-Häftlinge getötet. Nach Einstellung der Aktion T4 im August 1941 wurde Schumann von Dezember 1941 bis April 1942 der Organisation Todt zugewiesen und an die Ostfront kommandiert, wo er beim Aufbau eines Notlazarettes in Minsk eingesetzt wurde. Im Frühjahr 1942 kehrte er wieder nach Pirna zurück, ohne dass er hier nach teilweiser Entlassung des Personals noch eine konkrete Tätigkeit auszuüben hatte.

## Aktion 14f13
Kurz vor der offiziellen Einstellung der Aktion T4 wurde Schumann als Gutachter für eine Ärztekommission bestellt, die unter dem Decknamen „14f13“ oder „Aktion 14f13“ mit der Selektion von arbeitsunfähigen oder als unheilbar krank geltenden Häftlingen in den Konzentrationslagern beauftragt wurde. So kam er am 28. Juli 1941 zum ersten Mal nach Auschwitz. Hier selektierte er 575 Häftlinge, die in die NS-Tötungsanstalt Sonnenstein zur Vergasung gebracht wurden. Weitere Selektionen führte er in den KZs Buchenwald, Dachau, Flossenbürg, Groß-Rosen, Mauthausen, Neuengamme und Niederhagen durch.

## Sterilisierungsversuche im KZ Auschwitz

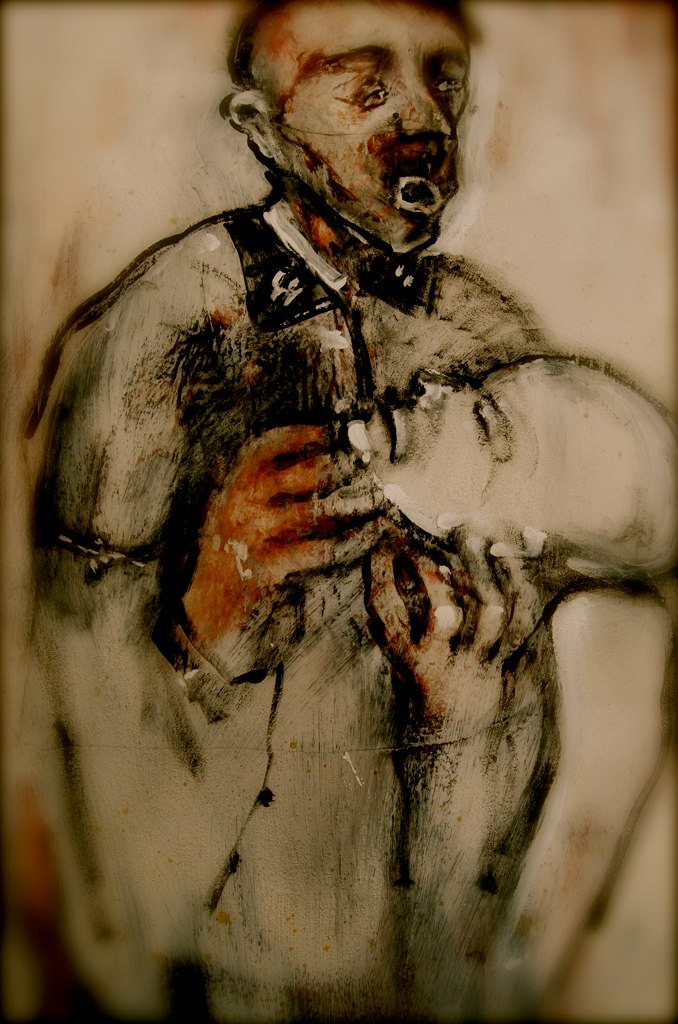
Dr.Horst Schumann with volunteer patient, Gemälde des expressionistischen Künstlers Stefan Krikl aus dessen Serie Doctors of Death, 1985

Von der Kanzlei des Führers erhielt Schumann, der auch mit Gerhard Buhtz zusammenarbeitete, im Herbst 1942 den Auftrag, die Wirksamkeit von Sterilisierungen mittels Röntgenstrahlen an Häftlingen des KZ Auschwitz zu erproben. Es ging dabei um die Suche einer effizienten Methode, die Fortpflanzung von Erbkranken und rassisch unerwünschten Menschen durch Unfruchtbarmachung zu verhindern. Im Auftrag des Reichsführers-SS Heinrich Himmler waren eine Reihe von Ärzten damit befasst, die verschiedensten Methoden hierfür zu entwickeln und zu erproben. So erarbeitete der Professor Carl Clauberg, ebenfalls im KZ Auschwitz, eine Methode zur operationslosen Massensterilisierung, indem ein für diese Zwecke speziell entwickeltes chemisches Präparat in die Eileiter injiziert wurde, das deren starke Entzündung zur Folge hatte. Dies führte zum Zusammenwachsen und damit zur Verstopfung der Eierstöcke.
Am 2. November 1942 nahm Schumann seine Tätigkeit in Block 30 des Frauenkrankenbaues von Auschwitz-Birkenau auf. Nach Sterilisierung von etwa 200 jüdischen Männern wandte er sich nach Verlegung der Versuchsstation in den Block 10 des Stammlagers im Februar 1943 auch einer Bestrahlung weiblicher Versuchspersonen zu. Bei den Männern wurden die Hoden, bei den Frauen die Eierstöcke bestrahlt. Um die optimale Strahlendosis zu finden, experimentierte Schumann mit verschiedenen Strahlenstärken und Bestrahlungszeiten. Für einen Großteil der Versuchsopfer führte die Bestrahlung zu Verbrennungen und eitrigen Entzündungen vor allem im Bereich des Unterleibs, der Leistengegend und am Gesäß, die nicht nur schmerzhaft waren, sondern auch häufig zu einem grausamen Tod führten. Zur Kontrolle seiner Experimente ließ er bestrahlten Frauen durch Häftlingsärzte, insbesondere Władysław Alexander Dering, Eierstöcke herausoperieren. An den Folgen dieser Operationen kamen einige der jungen Frauen ums Leben.  Im Ergebnis erwies sich die Röntgenbestrahlung als eine schnelle Methode für Massensterilisierungen als ungeeignet. Schumann beschrieb in seiner Arbeit „Über die Wirkung von Röntgenstrahlen auf die menschlichen Fortpflanzungsorgane“, die er im April 1944 an Himmler schickte, als Fazit die herkömmliche operative Kastrationsmethode für sicherer und schneller und stellte daher seine Versuche in Auschwitz im gleichen Monat ein. Allerdings setzte er nach seiner Versetzung in das Frauen-KZ Ravensbrück eine neue Versuchsreihe mit Kindern von Sinti und Roma an.
Nach Scheidung von seiner ersten Frau heiratete Schumann am 11. September 1944 die Büroangestellte Josefa Pütz, die er in der NS-Tötungsanstalt Sonnenstein kennengelernt hatte. Aus dieser Ehe gingen drei Kinder hervor.

## Kriegseinsatz, -gefangenschaft und Flucht
Im Januar 1945 kam er als Truppenarzt an die Westfront, wo er in amerikanische Gefangenschaft geriet, aus der er im Oktober 1945 wieder entlassen wurde.
Mit seiner Frau zog er nach Gladbeck und meldete sich beim dortigen Einwohnermeldeamt ordnungsgemäß am 15. April 1946 an. Zunächst als Sportarzt in Diensten der Stadt Gladbeck, eröffnete er 1949 mit einem Flüchtlingskredit eine eigene Praxis. Im Juli 1950 wurde er Knappschaftsarzt der Ruhrknappschaft, obwohl sein Name bereits in Eugen Kogons frühem Werk Der SS-Staat genannt wurde. Ein Antrag vom 29. Januar 1951 auf Erteilung eines Jagd- und Fischereischeines bei der Stadt Gladbeck führte schließlich aufgrund des erforderlichen polizeilichen Führungszeugnisses zu seiner Enttarnung als ein von der Staatsanwaltschaft Tübingen Gesuchter. Die zögerlichen Ermittlungen ermöglichten es Schumann jedoch, am 26. Februar 1951 ins Ausland zu fliehen. Nach drei Jahren als Schiffsarzt erhielten die deutschen Behörden erstmals wieder am 25. Februar 1954 durch das deutsche Generalkonsulat im japanischen Osaka-Kobe einen Hinweis auf Schumann. Dieser hatte dort einen deutschen Reisepass beantragt und erhalten. Die Spur Schumanns führte dann 1955 weiter nach Ägypten und Mitte des gleichen Jahres in den Sudan, wohin ihm auch seine Frau nachreiste.
In der Wochenzeitung Christ und Welt, deren Redaktionsleiter der Journalist und ehemalige SS-Hauptsturmführer Giselher Wirsing war, erschien am 16. April 1959 ein Artikel über einen „zweiten Albert Schweitzer“ in Li Jubu, einem Ort im Grenzgebiet von Sudan, Kongo und Französisch-Äquatorialafrika, und führte damit ungewollt zur Enttarnung Schumanns. Einem Haftbefehl konnte sich Schumann durch seine Flucht über Nigeria nach Ghana entziehen, wo er in Kete Krachi ein Urwaldkrankenhaus errichtete und leitete.
1961 wurde ihm in Deutschland der akademische Grad aberkannt.
Ein Reporter der britischen Zeitung Daily Express entdeckte das Ehepaar Schumann 1962 in Ghana. Ein deutsches Auslieferungsersuchen aus dem Vorjahr wurde vom ghanaischen Staatspräsidenten Kwame Nkrumah, der Schumann zu seinen Freunden zählte, ignoriert. Erst nach Nkrumahs Sturz im Februar 1966 wurde Schumann von den neuen Machthabern festgesetzt und am 7. März 1966 in Auslieferungshaft genommen. Am 17. November 1966 wurde er an Deutschland ausgeliefert und in der Justizvollzugsanstalt Butzbach in Hessen in Untersuchungshaft genommen.
Von seiner zweiten Frau, die mit seiner Familie bereits 1965 nach Deutschland zurückgekehrt war, ließ sich Schumann im September 1969 scheiden.

## Der Prozess
Der Prozess gegen Schumann begann am 23. September 1970 vor dem Landgericht Frankfurt am Main und geriet aufgrund der zahlreichen und teilweise dubiosen Gutachten über seine Verhandlungsunfähigkeit zum Justizskandal. Schließlich wurde das Verfahren am 14. April 1971 wegen Verhandlungsunfähigkeit, bedingt durch einen zu hohen Blutdruck des Angeklagten, vorläufig eingestellt. Am 29. Juli 1972 erfolgte seine Haftentlassung. Den Rest seines Lebens verbrachte Schumann in Frankfurt-Seckbach, wo er 1983 verstarb.